# هانا هوکسترا
هانا هوکسترا (هلندی: Hannah Hoekstra؛ زادهٔ ۱۰ فوریهٔ ۱۹۸۷) هنرپیشه اهل هلند است. وی از سال ۲۰۱۱ میلادی تاکنون مشغول فعالیت بوده‌است.